# Guido Kratschmer
Guido Kratschmer (né le 10 janvier 1953 à Großheubach) est un athlète allemand, d'un mètre 84 et 90 kg, spécialiste du décathlon, ancien détenteur du record du monde et vice-champion olympique de la discipline.

## Carrière
Vainqueur d'une médaille de bronze lors des Championnats d'Europe 1974 de Rome, Guido Kratschmer remporte deux ans plus tard la médaille d'argent des Jeux olympiques d'été de 1976 à Montréal, devancé au classement final par l'Américain Bruce Jenner. Le 14 juin 1980, l'Allemand améliore le record du monde du décathlon en totalisant 8 649 points lors du meeting de Filderstadt, dans le Bade Wurtenberg, en Allemagne, détrônant ainsi le Britannique Daley Thompson, auteur du précédent record. Il ne participe pas aux Jeux olympiques de Moscou en raison du boycott décidé par son pays.
Il est élu personnalité sportive allemande de l'année en 1980.

## Palmarès
| Année | Compétition           | Lieu        | Place |
| ----- | --------------------- | ----------- | ----- |
| 1974  | Championnats d'Europe | Rome        | 3e    |
| 1976  | Jeux olympiques       | Montréal    | 2e    |
| 1982  | Championnats d'Europe | Athènes     | 9e    |
| 1983  | Championnats du monde | Helsinki    | 9e    |
| 1984  | Jeux olympiques       | Los Angeles | 4e    |